# Hettita katonai eskü
A hettita katonai eskü a CTH#427. számú dokumentumból ismert. Két összefüggő példány és több töredék tartalmazza a szöveget. A szöveg eredetije az óhettita korban keletkezett, de a későbbiekben, a Hettita Birodalom fénykorában lemásolták őket, és ezek maradtak meg. Ebből eredően a szöveget másoló írnokok jellegzetes hibákat ejtettek. Az esküt a CTH#428-ban újrafogalmazták, a kettő között a legnagyobb eltérés abban látható, hogy a hettita panteon istenei kicserélődtek a hurri mitológia isteneire.
Az eskütétel a sumer-akkád eredetű NIŠ DINGIR alakban leírt Iszhara istennőhöz, a szerződések és eskük védnökéhez, valamint Kaszkuhoz, a holdistenhez szólnak. Egy érdekes részlete szerint az esküt vezető parancsnok bort tölt, és közben ezt mondja: „Ez nem bor. Ez a ti véretek!”